# Jabugo
Jabugo ist eine Gemeinde und ein Dorf in der spanischen Provinz Huelva (Andalusien). Es liegt in der Sierra de Aracena. Die Cueva de la Mora ist ein Dolmen bei Jabugo.
Es ist vor allem für seinen iberischen Schinken bekannt. Dieser wird aus den vorderen und hinteren Beinen von schwarzen iberischen Schweinen gewonnen. Diese Schweine leben im Freien und ernähren sich von Oktober bis März ausschließlich von den Eicheln der Stein-, Berg- und Korkeiche. Diese Diät verleiht dem Schinken sein köstliches Aroma. Damit sich ein Schinken Jamón de Bellota 100% ibérico nennen darf, müssen Sau und Eber 100 % schwarzes iberisches Schwein sein und mindestens zwei Monate in der Montanera (Mastzeit) verbracht haben. Das Wortgebilde „Pata negra“ ist gesetzlich geschützt (Real decreto april 2014) und hat nichts mit den schwarzen Hufen zu tun, sondern mit dem schwarzen Etikett, was gleichzusetzen ist mit einem 100 % iberisches schwarzes Schwein.

## Einzelnachweise

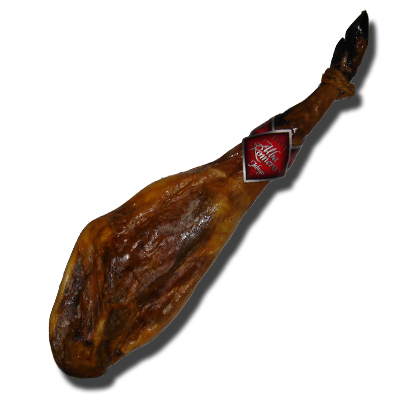
Jabugo Schinken